# 畢宗賢
畢宗賢（1438年—1494年），字士希，號蒙庵，直隸常州府武進縣人，明朝政治人物。進士出身。

## 生平
成化元年（1465年）乙酉科應天府鄉試第十六名。成化二年（1466年）丙戌科會試第二百七十八名，殿試登進士第二甲第二十四名。授山东泰安州知州，尋改四川蓬州，後升山东登州府同知，弘治七年（1494年）甲寅卒于官。

## 家族
曾祖父畢惟敬。祖父畢思文。父亲畢昂。妻屠氏，封宜人。